# Седлиська (Елцький повіт)
Седлиська (пол. Siedliska, нім. Schedlisken) — село в Польщі, у гміні Елк Елцького повіту Вармінсько-Мазурського воєводства.
Населення — 595 осіб (2011).
У 1975-1998 роках село належало до Сувальського воєводства.

## Демографія
Демографічна структура станом на 31 березня 2011 року:
|          | Загалом | Допрацездатний вік | Працездатний вік | Постпрацездатний вік |
| -------- | ------- | ------------------ | ---------------- | -------------------- |
| Чоловіки | 301     | 56                 | 227              | 18                   |
| Жінки    | 294     | 63                 | 181              | 50                   |
| Разом    | 595     | 119                | 408              | 68                   |